# Jane Clifford
Jane Clifford fue una fotógrafa británica que trabajó en España en los años cincuenta y sesenta del siglo XIX. Nacida en 1821 o 1822, se desconocen el lugar y año exacto de su nacimiento así como el de su muerte, si bien dejó de formar parte de la Sociedad Francesa de Fotografía (SFP) en 1885, prestigioso organismo al que pertenecía desde 1856, probablemente a causa de su fallecimiento. 

## Biografía

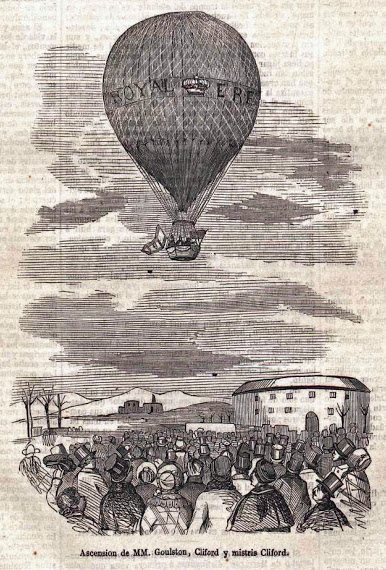
Jane Clifford en globo aerostático

No hay datos sobre el período de la vida de Jane Clifford anterior a su estancia en España, salvo su origen inglés. Sí hay noticias, en cambio, de su carácter aventurero y decidido: la revista madrileña La Ilustración del 18 de enero de 1851, reprodujo un grabado que la muestra montada en globo aerostático. La exhibición formaba parte de una serie de pruebas "para reproducir el panorama de Madrid a vista de pájaro".
En 1850 había llegado a España junto con su marido, el fotógrafo galés Charles Clifford. Ambos regentaron en Madrid un gabinete de retratos fotográficos en la calle Montera, que se trasladó sucesivamente a la Carrera de San Jerónimo y la Puerta del Sol, bajo el nombre de "El daguerrotipo Inglés".
Fue la primera mujer en ser admitida en la Sociedad Francesa de Fotografía, en 1856.  
Tras la muerte en Madrid de Charles Clifford en 1863, Jane Clifford siguió residiendo en la ciudad y trasladó su estudio a la calle Mayor, manteniendo el nombre comercial anterior desde 1863 a 1868. Era esta una práctica frecuente en la época, que buscaba asegurar el prestigio del estudio y evitar que la clientela ya adquirida hiciera sus encargos en otros lugares.    
En noviembre de 1863 Sir John Charles Robinson, conservador del Museo de South Kensington de Londres - actual Victoria & Albert Museum- encarga a Jane fotografiar las obras de arte que integraban el Tesoro del Delfín, ubicado en el Real Museo de Pinturas de Madrid, actual Museo del Prado. El hecho de que Jane Clifford recibiera este encargo, junto con su pertenencia a la Sociedad Francesa de Fotografía desde 1856, demuestran el prestigio que la fotógrafa tuvo en su tiempo. Pese a todo ello, no firmó con su propio nombre los trabajos que claramente realizó tras enviudar, ni las fotografías del Tesoro del Delfín. 
Su presencia está documentada en Madrid hasta 1866. Se desconocen otros datos sobre la fotógrafa a partir de ese año hasta 1885, en que deja de formar parte del listado de artistas de la SFP.  

## Técnicas fotográficas
En sus gabinetes madrileños Jane Clifford usó las técnicas fotográficas imperantes en la época: el daguerrotipo primero y entre los años 1852 y 1854 el calotipo.
Desde 1856 su estudio fotográfico abandonó el calotipo e incorporó las placas de vidrio al colodión húmedo, que daban mayor nitidez a las imágenes. Esta sería la técnica empleada por Clifford para fotografiar el Tesoro del Delfín. Tomó las fotografías del Tesoro del Delfín al aire libre, en los patios del Museo, debido a la baja sensibilidad a la luz que tenían las placas fotográficas de la época. Utilizó negativos de vidrio al colodión húmedo. A partir de esos negativos obtenía positivos sobre papel, por contacto. En los datos técnicos de sus fotografías del Tesoro figura la técnica "Albúmina sobre papel fotográfico". Finalmente estos se pegaban sobre un cartón. A diferencia de otros fotógrafos posteriores, Clifford retrató cada pieza de manera individual, salvo en un caso. 
La técnica al colodión requería que la placa permaneciese húmeda durante todo el proceso de revelado y toma de las imágenes. Es decir, que la artista tuvo -como otros profesionales del momento- que recurrir a llevar consigo su propio laboratorio fotográfico, para preparar la placa antes de la toma y revelarla inmediatamente después. 

## Obra

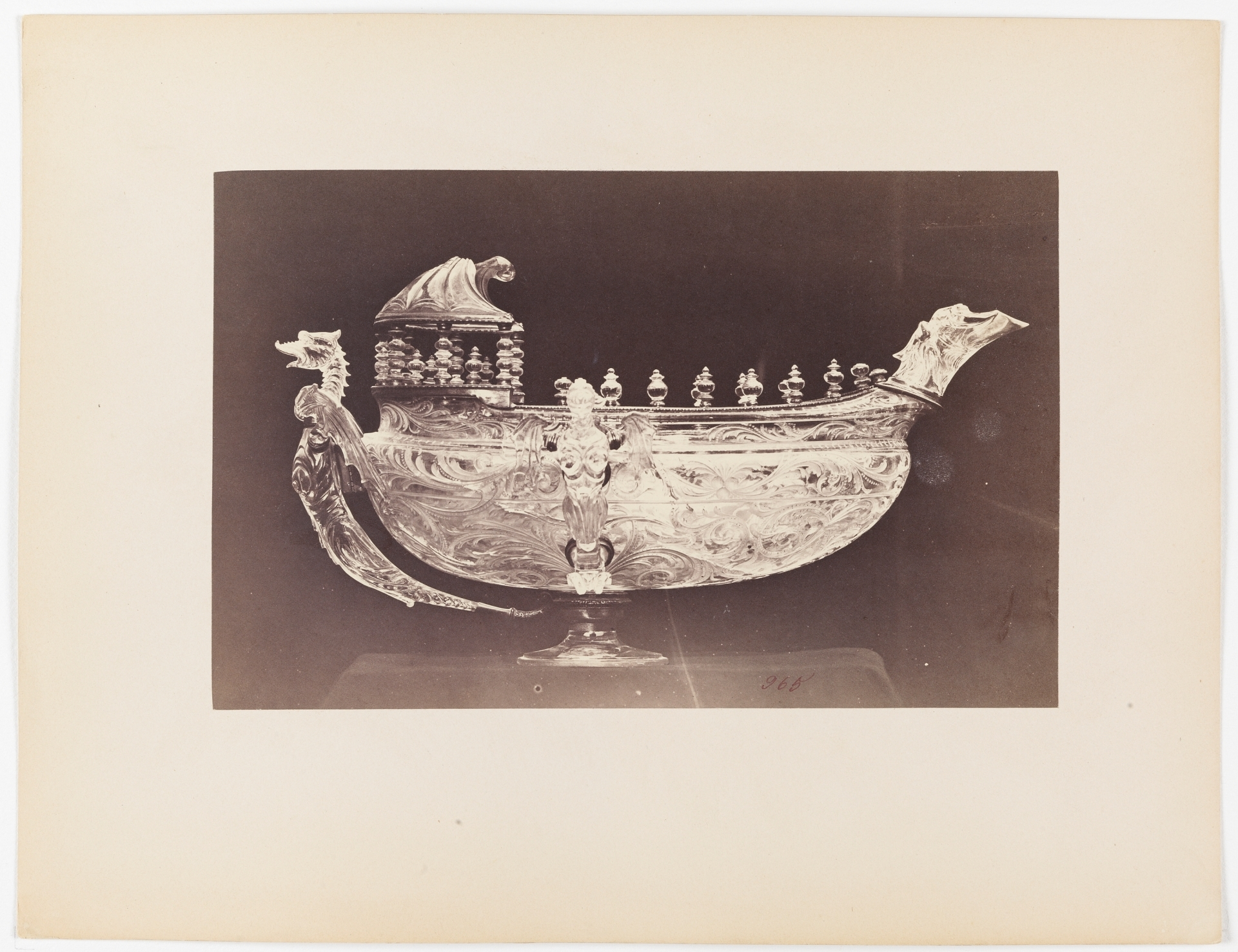
Góndola o galera de cristal con tres sierpes aladas. Fotografía de Jane Clifford. Tesoro del Delfín

La ausencia de firma personal en sus trabajos dificulta el conocimiento de la obra de Jane Clifford anterior al fallecimiento de su marido. Solo puede asegurarse su autoría en los años posteriores, pese a la certeza de que un buen número de las fotografías del sello comercial común pertenecerían a la artista. Prueba de ello es su pertenencia a la SFP desde 1856. Varias décadas después encontramos la misma dificultad en rastrear la autoría de la obra de la fotógrafa Gerda Taro en el nombre comercial Rober Capa.
Jane Clifford concluyó el trabajo de las 30 copias del Álbum fotográfico de Andalucía y Murcia, que había quedado inacabado, y continuó la publicación de las vistas monumentales de España tras la muerte de Charles Clifford. Siguió dirigiendo el estudio denominado El Daguerrotipo Inglés, especializado en retratos.
Su obra más celebrada es el conjunto de fotografías que realizó, en torno a 1863, del Tesoro del Delfín a petición de Sir John Charles Robinson, quien tenía gran interés en documentar para el Museo South Kensington de Londres dicho conjunto artístico. Este Tesoro fue cedido al actual Museo del Prado por la reina Isabel II en 1839, considerando el alto valor artístico de sus piezas, de orfebrería antigua y realizadas en los siglos XVI y XVII en su mayor parte. Alguna pertenece a la Roma Antigua o la Persia de época sasánida. Muchas de ellas estaban realizadas en piedras naturales (turquesa, amatista...), adornadas con metales (oro y plata en las guarniciones) y piedras preciosas (diamantes, esmeraldas...) y semipreciosas (ágata, lapislázuli...). Había llegado a España en 1734 como herencia del rey Felipe V, y era parte de la colección de su padre, el delfín Luis, hijo de Luis XIV. El resto del Tesoro se conserva en el Museo del Louvre, en París.

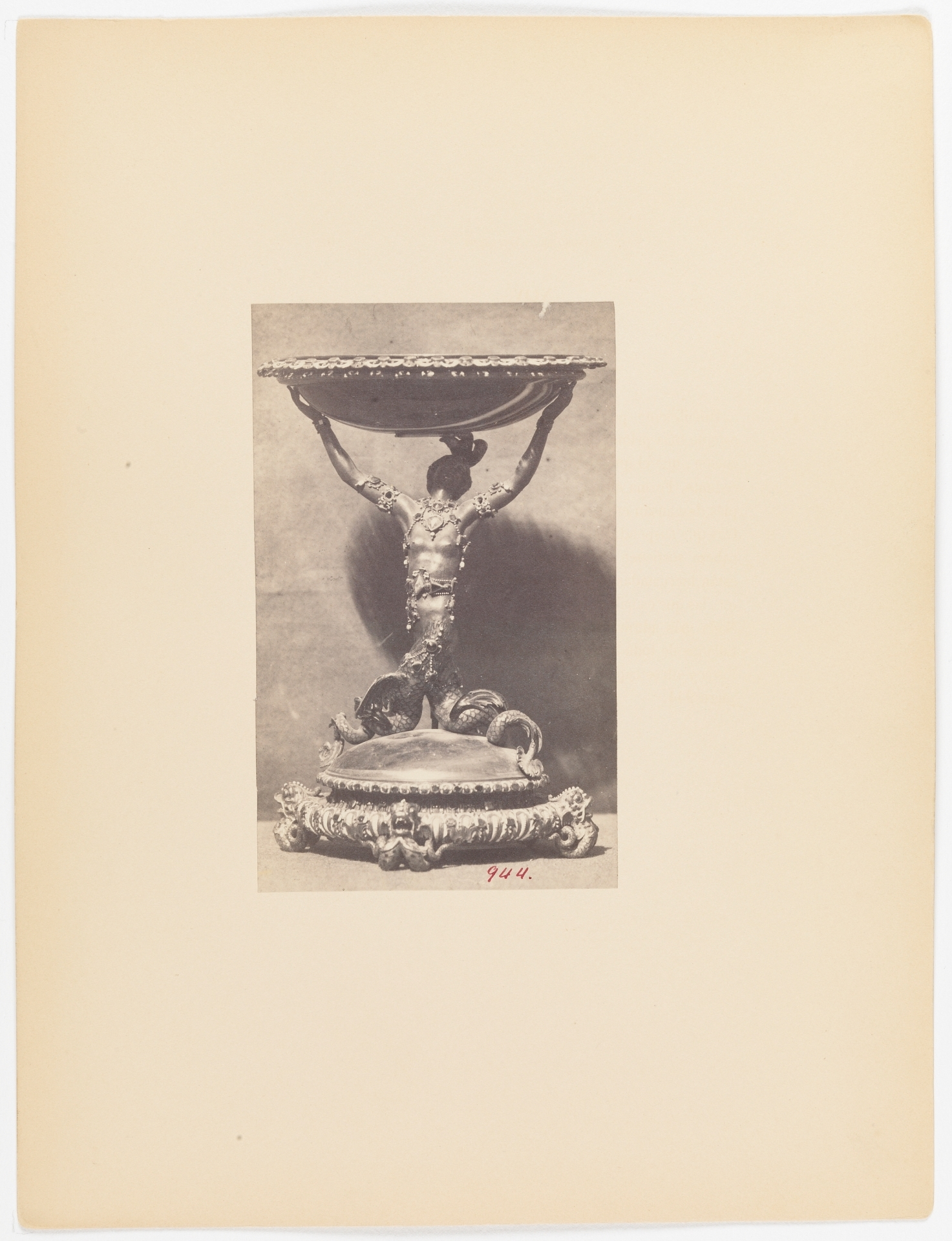
Sirena de oro. Fotografía de Jane Clifford. Tesoro del Delfín

Jane Clifford conservó los negativos de sus fotografías del Tesoro del Delfín, y vendió copias de los positivos al South Kensington Museum, el Museo del Prado y el Konstmuseum de Gotemburgo (Suecia), además de a Patrimonio Nacional. El trabajo de Jane Clifford ha permitido que puedan conocerse algunas piezas hoy desaparecidas del conjunto, y puedan verse completas otras que fueron despojadas de sus guarniciones tras el robo del Tesoro en 1918.
El Museo de la Universidad de Navarra adquirió en 2011 y 2018 cincuenta y ocho de estas fotografías, que fueron presentadas al público entre los meses de octubre de 2019 y febrero de 2020, en una cuidada Exposición. En palabras de su Comisario, Mario Fernández: "Estas fotografías pertenecen al proyecto más extenso de documentación de obras de arte que hace una mujer en España en el siglo XIX".